# Castelo de Saddell

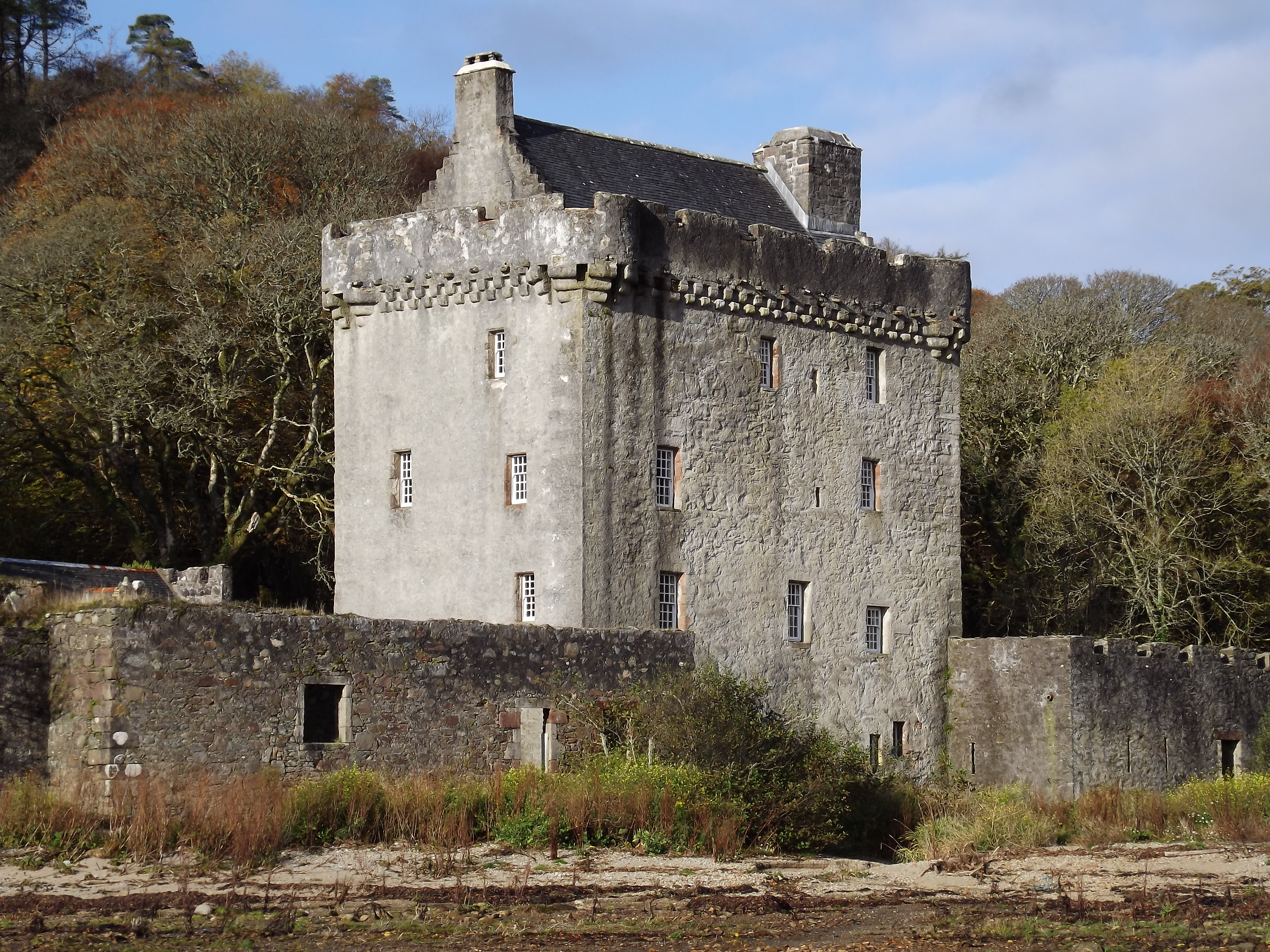
Castelo de Saddell, Escócia.

O Castelo de Saddell é uma casa-torre localizada no lado oriental da península de Kintyre, próximo da vila de Saddell, na Escócia, e nas margens do Kilbrannan Sound.

## História
Mandado erguer por David Hamilton, Bispo de Argyll, entre 1508 e 1512, o castelo foi construído com pedras da Abadia de Saddell, em ruínas. O castelo foi oferecido a James Hamilton, 2.º conde de Arran pelo arcebispo James Hamilton, como pagamento de dívidas e impostos em 1556. O conde de Arran trocou-o com o chefe do Clã MacDonald de Dunnyveg, James MacDonald em troca das terras de James na Ilha de Arran.
O castelo foi pilhado e queimado em 1558 por Thomas Radclyffe, 3.º conde de Sussex, Lord Deputy of Ireland por ordem de Maria da Inglaterra em retaliação pelo envolvimento de James na Irlanda, contra os ingleses. O castelo foi depois reconstruído e alargado e colocado um alçapão na entrada principal, que, quando ativado, enviava os visitantes não desejados para uma masmorra sem saída. Em 1607 o Clã Donald chega a Kintyre, incluindo Saddell, e conduzidos pelo rei James VI a Archibald Campbell, 7.º conde de Argyll. O castelo entrou então em abandono quando a Saddell House foi construída, por volta de 1774. O edifício foi comprado pelo Landmark Trust e restaurado, encontrado-se disponível para aluguer por particulares